# شرمنده‌واران
شرمنده‌واران (نام علمی: Calappoidea) نام یک بالاخانواده از subsection دیگرروزنان است.